# Przejście graniczne Kietrz-Třebom
Przejście graniczne Kietrz-Třebom – polsko-czeskie przejście graniczne małego ruchu granicznego położone w województwie opolskim, w powiecie głubczyckim, w gminie Kietrz, w miejscowości Kietrz, zlikwidowane w 2007.

## Opis
Przejście małego ruchu granicznego Kietrz-Třebom zostało utworzone 19 lutego 1996. Czynne było w godz. 6.00–22.00. Dopuszczony był ruch pieszych, rowerzystów, motorowerami o pojemności skokowej silnika 50 cm³ i transportem rolniczym. Odprawę graniczną i celną wykonywały organy Straży Granicznej. Doraźnie kontrolę graniczną i celną osób, towarów oraz środków transportu wykonywała kolejno: Strażnica SG w Kietrzu, Placówka SG w Kietrzu.
Do przejścia granicznego można było dojechać drogą wojewódzką nr 416, w miejscowości Kietrz, ulicą Okrzei do granicy państwowej z Republiką Czeską.
21 grudnia 2007 na mocy układu z Schengen przejście graniczne zostało zlikwidowane.

### Przejście graniczne z Czechosłowacją
W okresie istnienia Czechosłowackiej Republiki Socjalistycznej funkcjonowało w tym miejscu polsko-czechosłowackie przejście graniczne małego ruchu granicznego Kietrz-Třebom – II kategorii. Zostało utworzone 13 kwietnia 1960. Czynne było w okresie 15 marca–30 grudnia w godz. 6.00–19.00. Dopuszczony był ruch osób i środków transportu na podstawie przepustek w związku z użytkowaniem gruntów. Odprawę graniczną i celną wykonywały organy Wojsk Ochrony Pogranicza. Kontrolę graniczną i celną osób, towarów oraz środków transportu wykonywała Strażnica WOP Kietrz.
Formalnie zlikwidowane 24 maja 1985.

## Galeria

Przejście graniczne Kietrz-Třebom
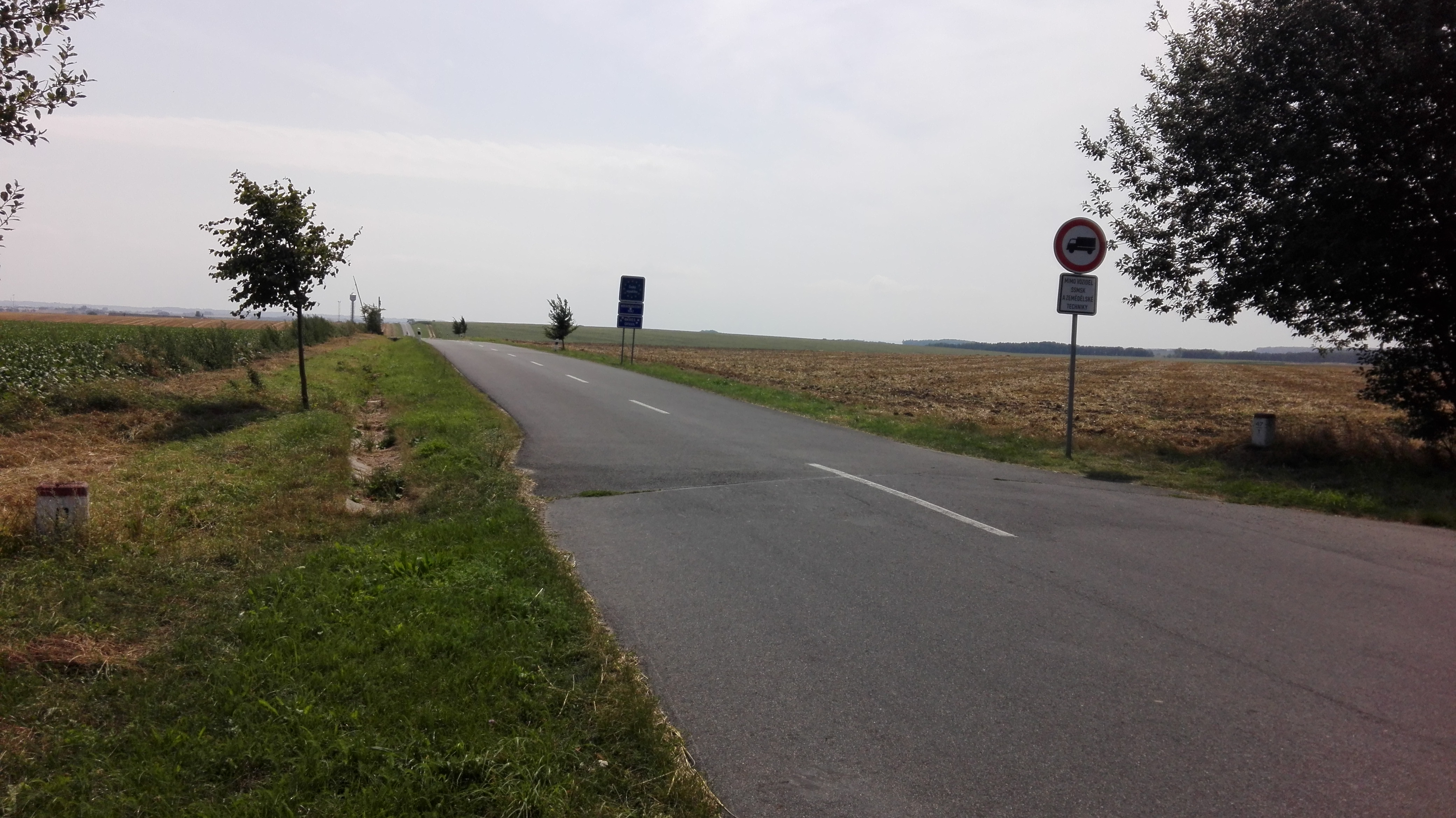
Widok od strony polskiej (sierpień 2017)
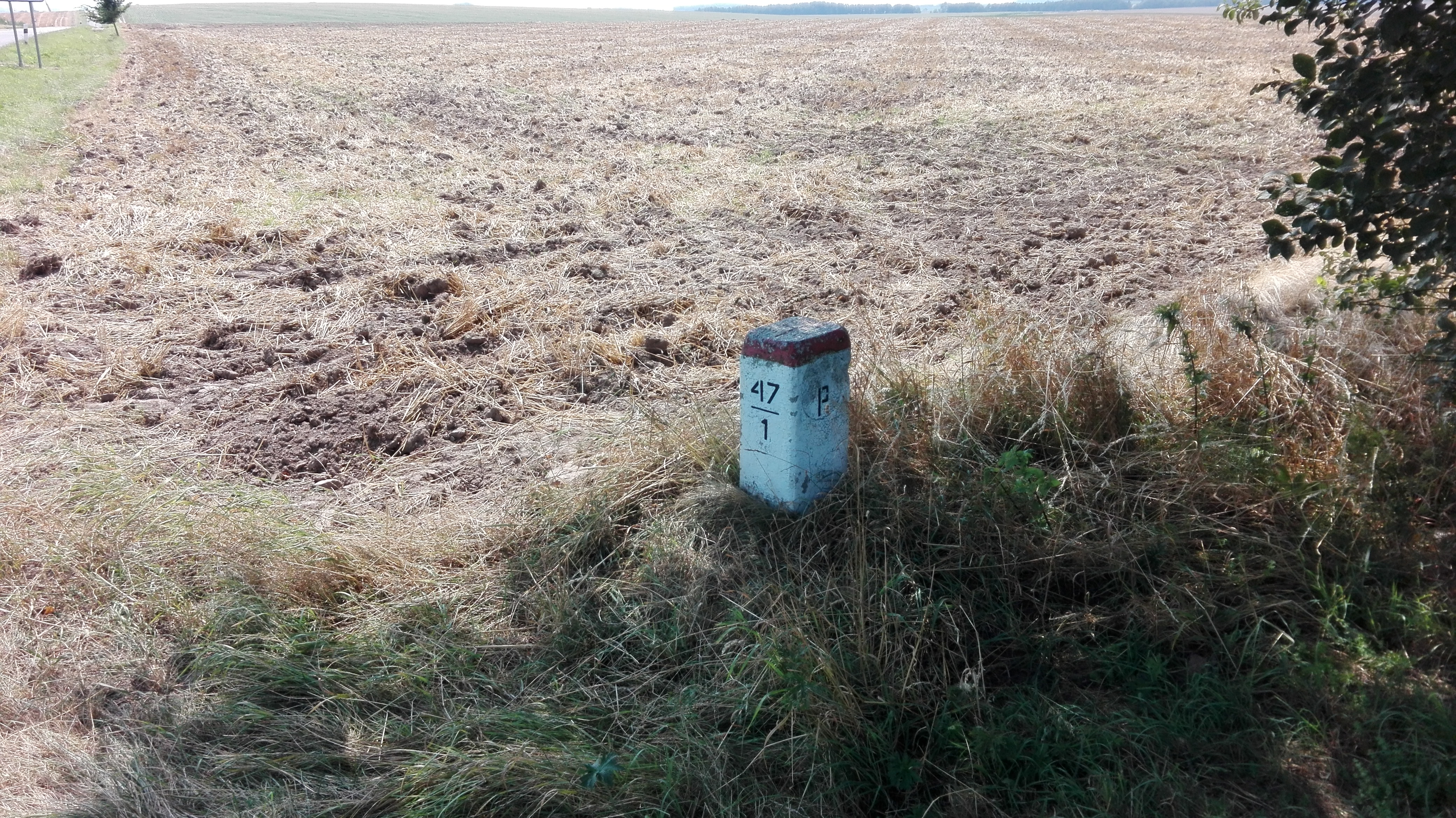
Widok od strony polskiej (sierpień 2017)
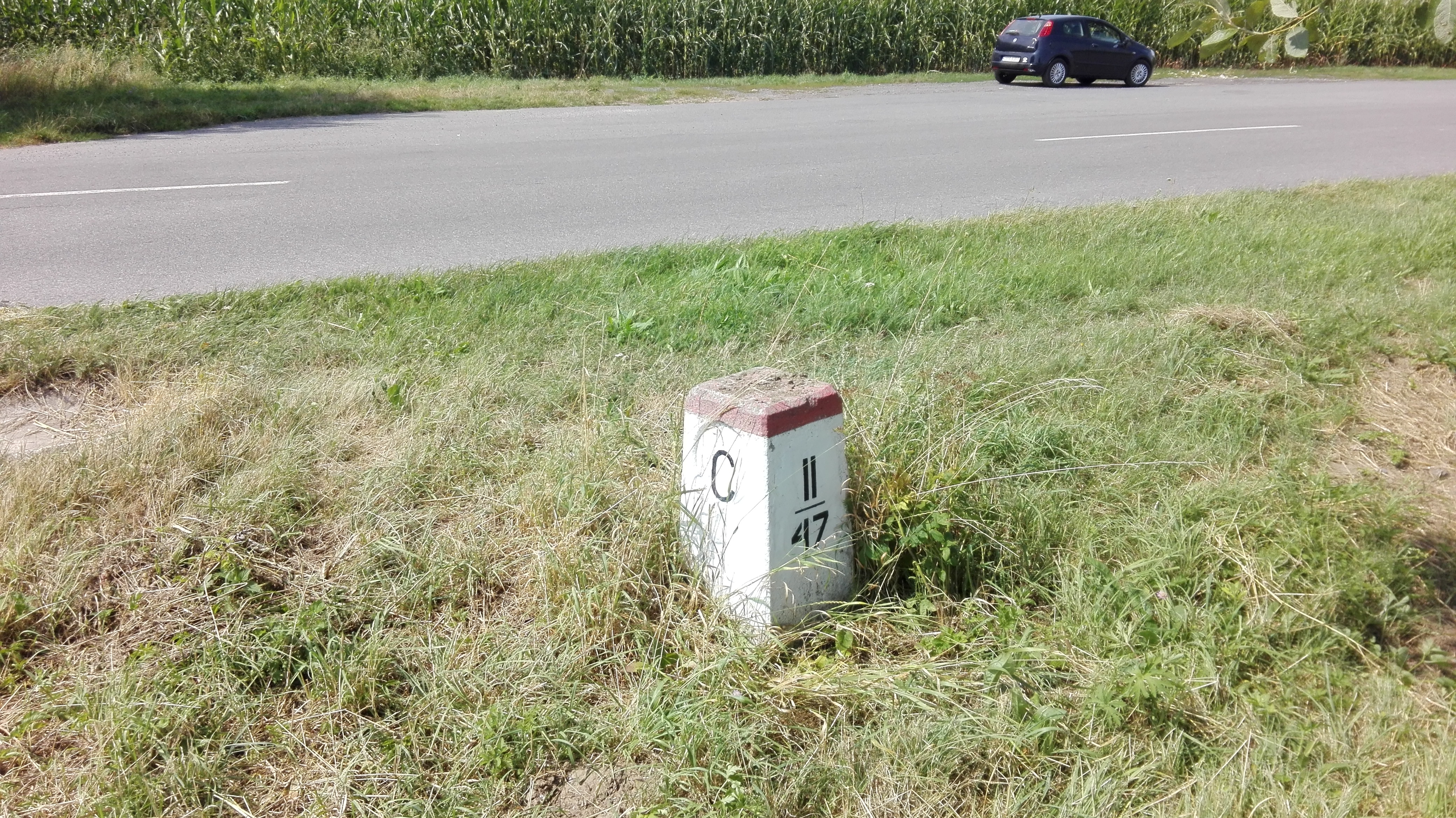
Widok od strony czeskiej (sierpień 2017)
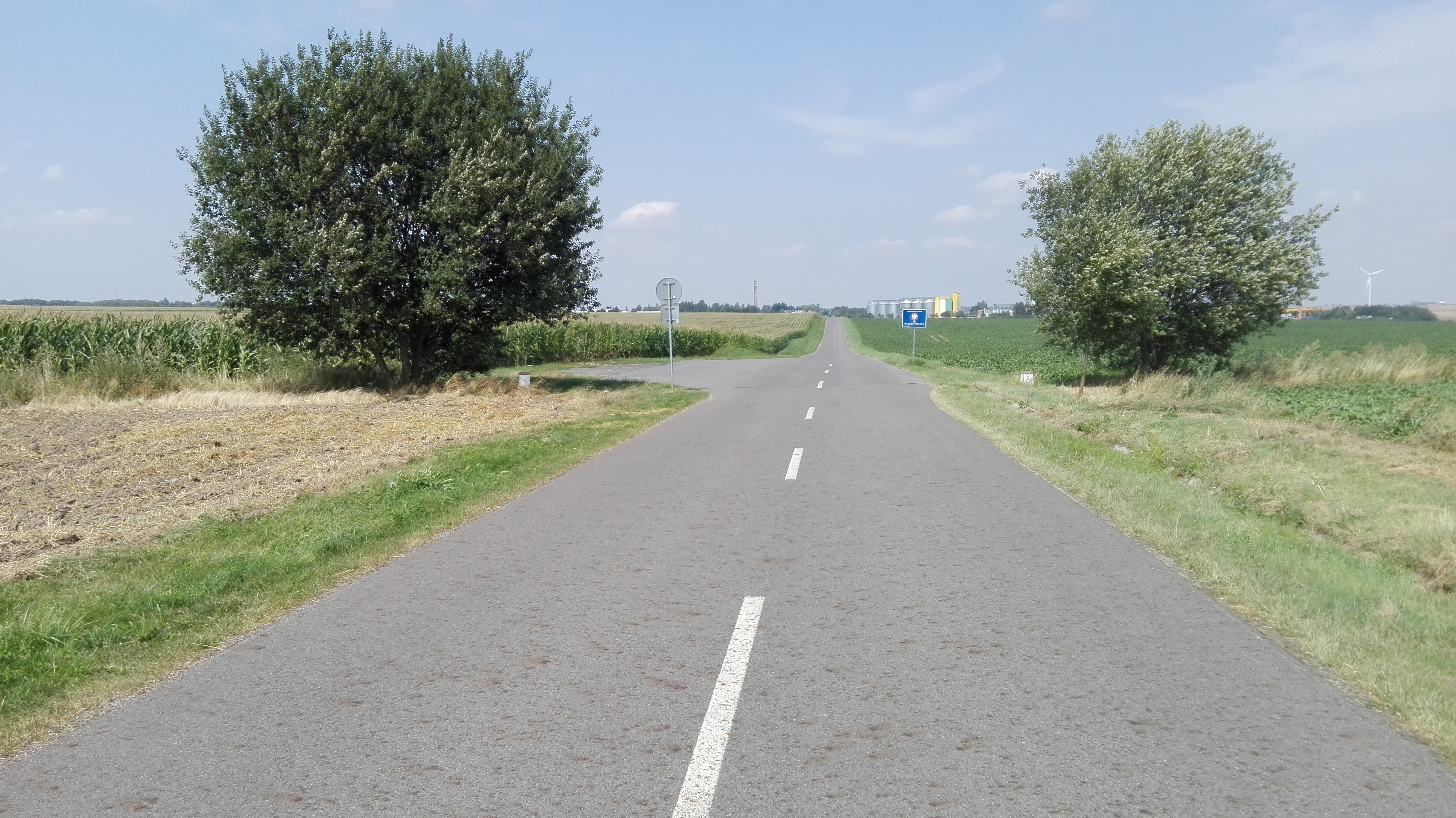
Widok od strony czeskiej (sierpień 2017)